# Robert Carter
Pour les articles homonymes, voir Robert Carter (basket-ball) et Carter.
Robert "King" Carter (1663, Comté de Lancaster - 4 août 1732, Comté de Lancaster) est un homme politique britannique.

## Biographie
Il entre à l'Assemblée législative de Virginie à l'âge de vingt-huit ans. Il est le speaker de la Chambre des Bourgeois de Virginie de 1696 à 1697, puis en 1699.
Il est l'agent de Thomas Fairfax.
En 1726, il devient président du gouvernement colonial d'Amérique du Nord et gouverneur colonial de Virginie.
Il est le père de Landon Carter (en) et le grand-père de Robert Carter III (en) et de Benjamin Harrison V (père du président William Henry Harrison et arrière-grand-père du président Benjamin Harrison).